# Offene Verteidigung (Spanische Partie)
Die Offene Verteidigung der Spanischen Partie ist eine Eröffnungsvariante im Schach. In der Eröffnungssystematik der ECO-Codes ist sie unter den Schlüsseln C80 bis C83 klassifiziert.
Die Offene Verteidigung entsteht nach den Zügen (siehe auch: Schachnotation)
1. e2–e4 e7–e5
2. Sg1–f3 Sb8–c6
3. Lf1–b5 a7–a6
4. Lb5–a4 Sg8–f6
5. 0–0 Sf6xe4 (siehe Diagramm)
Nach den meist gespielten Zügen
6. d2–d4 b7–b5
7. La4–b3 d7–d5
8. d4xe5 Lc8–e6
hat Weiß den Bauern zurückerobert und Schwarz seinen Springer mit dem Bauern d5 gedeckt.
|   | a | b | c | d | e | f | g | h |   |
| 8 |   |   |   |   |   |   |   |   | 8 |
| 7 |   |   |   |   |   |   |   |   | 7 |
| 6 |   |   |   |   |   |   |   |   | 6 |
| 5 |   |   |   |   |   |   |   |   | 5 |
| 4 |   |   |   |   |   |   |   |   | 4 |
| 3 |   |   |   |   |   |   |   |   | 3 |
| 2 |   |   |   |   |   |   |   |   | 2 |
| 1 |   |   |   |   |   |   |   |   | 1 |
|   | a | b | c | d | e | f | g | h |   |

Die offene Variante nach 8. … Lc8–e6
Hier sind folgende strategische Elemente von Bedeutung:
- Schwarz hat einen Zentralspringer auf e4, der aber nicht dauerhaft gehalten werden kann, denn Weiß kann ihn durch c2–c3, Sb1–d2 und Lb3–c2 zum Abtausch oder Rückzug zwingen. Andererseits kann Schwarz versuchen, die momentan aktive Stellung dieses Springers zu taktischen Operationen auszunutzen.
- Die schwarze Damenflügelstruktur ist etwas unharmonisch. Schwarz möchte die Lücke in seiner Bauernphalanx gerne durch c7–c5 schließen; hierzu steht ihm aber der eigene Springer c6 im Weg.
- Der Bauer e5 gibt Weiß einerseits eine Bauernmehrheit und damit Angriffsaussichten am Königsflügel, andererseits kann Schwarz diesen vorgeschobenen Bauern auch angreifen oder mit f7–f6 zum Abtausch zwingen.

Anfänglich wurde nur 9. c2–c3 gespielt, das den Bauern d5 blockieren will und dem Läufer b3 das Rückzugsfeld c2 verschafft. Das führte z. B. zur im Frühjahr 1913 gefundenen und heute als dubios geltenden „Breslauer Variante“ 9. c2–c3 Lf8–e7 10. Tf1–e1 0–0 11. Sf3–d4 Sc6xe5 (Tarrasch gewann gegen Zukertort, Frankfurt 1887 und Gunsberg, Manchester 1890 nach 11. … Dd8–d7? mit 12. Sd4xe6. Sowohl nach 12. … Dd7xe6 als auch 12. … f7xe6 gewinnt Weiß mit 13. Te1xe4 eine Figur weil der d5 dann relativ gefesselt ist.) 12. f2–f3 Le7–d6
In den 1960er Jahren bekämpfte man die Offene Verteidigung hauptsächlich mit der Keres-Variante 9. Dd1–e2, die 10. Tf1–d1 und 11. c2–c4 im Schilde führt.
In den 1970er und 1980er Jahren gab man wieder dem positionellen 9. c2–c3 den Vorzug.
Seit den 1990er Jahren gilt 9. Sb1–d2 als der für Schwarz gefährlichste Zug.
Daneben ist auch der Zug 9. Lc1–e3 gebräuchlich, der ebenfalls den Bauern d5 blockieren will.
Eines der zahlreichen komplexen Abspiele ist der vom englischen Amateur Vernon Dilworth eingeführte Dilworth-Angriff, der nach 9. c2–c3 Lf8–c5 10. Sb1–d2 0–0 11. Lb3–c2 durch Se4xf2 entsteht und mit 12. Tf1xf2 f7–f6 13. e5xf6 Lc5xf2+ 14. Kg1xf2 Dd8xf6 die f-Linie aufreißt. Ein anderes Abspiel ist die La Grande Variante: Schwarz deckt seinen Springer mit 11. … f7–f5. 12. Sd2–b3 Lc5–a7 13. Sf3–d4 Sc6xd4 14. Sb3xd4 La7xd4 15. cxd4 f5–f4 16. f2–f3 Se4–g3 17. hxg3 fxg3 18. Dd1–d3 Le6–f5 19. Dd3xf5 Tf8xf5 20. Lc2xf5 Dd8–h4 21. Lf5–h3 Dh4xd4+ 22. Kg1–h1 Dd4xe5.
Ein anderes Beispiel ist 9. Sb1–d2 Se4–c5 10. c2–c3 d5–d4 11. Sf3–g5. Dieses Springeropfer stammt von dem russischen Großmeister Igor Saizew, der sich viel mit der Spanischen Partie befasste.
Die Offene Verteidigung wurde Anfang des 20. Jahrhunderts von Siegbert Tarrasch wegen ihres freien Figurenspiels empfohlen. José Raúl Capablanca hielt sie für minderwertig, da Weiß eine Bauernmehrheit am Königsflügel erhält, während die schwarze Damenflügelmehrheit blockiert werden könne. Dennoch ist sie bis heute in der Großmeisterpraxis anzutreffen.
Die Offene Verteidigung wird von Spielern bevorzugt, die eine aktive Verteidigung anstreben. Als prominenter Vertreter kann neben Max Euwe und Bent Larsen der ehemalige Vizeweltmeister Viktor Kortschnoi genannt werden, der diese Variante auch oftmals in seinen beiden Weltmeisterschaftskämpfen gegen den damaligen Weltmeister Anatoli Karpow einsetzte (1978 in Baguio City und 1981 in Meran). Dabei wurde erstmals Saizews Springeropfer präsentiert. Einen erneuten Rückschlag erlitt die Offene Verteidigung bei der Schachweltmeisterschaft 1995, als Garri Kasparow mit den weißen Steinen Viswanathan Anand in einer Glanzpartie mit Saizews Springeropfer schlug.